# Потканна
Потканна (пол. Potkanna) — село в Польщі, у гміні Пшитик Радомського повіту Мазовецького воєводства.
Населення — 238 осіб (2011).
У 1975-1998 роках село належало до Радомського воєводства.

## Демографія
Демографічна структура станом на 31 березня 2011 року:
|          | Загалом | Допрацездатний вік | Працездатний вік | Постпрацездатний вік |
| -------- | ------- | ------------------ | ---------------- | -------------------- |
| Чоловіки | 123     | 27                 | 83               | 13                   |
| Жінки    | 115     | 26                 | 61               | 28                   |
| Разом    | 238     | 53                 | 144              | 41                   |